# Severance (Colorado)
Severance ist eine Stadt (Statutory Town) in Weld County im Norden des US-Bundesstaats Colorado.

## Geschichte
Der Name geht auf einen Siedler der Pionierzeit zurück. David E. Severance beantragte 1894 eine Poststation für die Gemeinde mit etwa 50 Familien, die den Namen „Tailholt“ tragen sollte. Durch einen Fehler wurde die Poststation aber nach dem Antragsteller benannt.
In den frühen 1900er Jahren startete ein Förderprogramm, um die Bauern davon zu überzeugen, Zuckerrüben anzubauen, damit im benachbarten Windsor eine Zuckerfabrik gebaut werden konnte. Die notwendigen Flächen wurden vergeben und die Fabrik in Windsor wurde 1903 gebaut, 1905 wurde sie zur Great Western Sugar Company. Severance wurde zu einer Zuckerrübenannahmestation an der Great Western Railway of Colorado, die bis 1985 in Betrieb war.
Die Gründung geht auf eine Aktion von 1906 durch Bruce Eaton zurück, Sohn des Gouverneurs Benjamin Eaton. 1920 hatte die Gemeinde genug Einwohner, um offiziell die Gemeindegründung zu beschließen.

## Lage
Severance liegt östlich der Rocky Mountains am Rand der Great Plains. Das ehemalige Prärieland wird heute intensiv landwirtschaftlich genutzt. Die Stadt ist über zwei State Highways und zahlreiche Kreisstraßen an die Interstate 25 angebunden.

## Bevölkerung
Die Einwohnerzahl wurde beim United States Census 2010 mit 3165 bestimmt. Für das Jahr 2018 wurde die Einwohnerzahl auf der offiziellen Website mit etwa 5500 abgeschätzt. Die Einwohnerentwicklung zeigt etwa ab der Jahrtausendwende einen starken Anstieg.
| Severance: Einwohnerzahlen von 1940 bis 2018                           | Severance: Einwohnerzahlen von 1940 bis 2018 | Severance: Einwohnerzahlen von 1940 bis 2018 | Severance: Einwohnerzahlen von 1940 bis 2018 | Severance: Einwohnerzahlen von 1940 bis 2018 |
| ---------------------------------------------------------------------- | -------------------------------------------- | -------------------------------------------- | -------------------------------------------- | -------------------------------------------- |
| Jahr                                                                   |                                              |                                              |                                              | Einwohner                                    |
| 1940                                                                   | 1940                                         |                                              | 138                                          | 138                                          |
| 1950                                                                   | 1950                                         |                                              | 108                                          | 108                                          |
| 1960                                                                   | 1960                                         |                                              | 70                                           | 70                                           |
| 1970                                                                   | 1970                                         |                                              | 59                                           | 59                                           |
| 1980                                                                   | 1980                                         |                                              | 102                                          | 102                                          |
| 1990                                                                   | 1990                                         |                                              | 106                                          | 106                                          |
| 2000                                                                   | 2000                                         |                                              | 597                                          | 597                                          |
| 2010                                                                   | 2010                                         |                                              | 3.165                                        | 3.165                                        |
| 2018*                                                                  | 2018*                                        |                                              | 5.500                                        | 5.500                                        |
| Datenquelle: United States Census / 2018*: Website von Severance Town. |                                              |                                              |                                              |                                              |

## Kuriositäten
Das Motto der Stadt lautet „Where the Geese Fly and the Bulls Cry“ (Wo die Gänse fliegen und die Bullen weinen). Die fliegenden Gänse sind ein Hinweis auf eine wichtige Flugroute der Gänse, während die „weinenden Bullen“ für den Anspruch der Stadt stehen, Weltstadt für das Gericht „Rocky Mountain oyster“ (frittierte Kalbshoden) zu sein.
Durch eine Verordnung war es in Severance ab 1920 verboten, mit Steinen und anderen Objekten unter anderem auf Menschen und Tiere zu werfen – dieses Verbot galt auch für Schneebälle. Erst auf die Initiative eines neunjährigen Jungen, der vor dem Stadtrat eine Präsentation hielt und eine Unterschriftensammlung seiner Mitschüler vorlegte, wurde die Verordnung 2018 so geändert, dass das Werfen von Schneebällen nun nicht mehr verboten ist.